# تسویوشی هاکاکو
تسویوشی هاکاکو (انگلیسی: Tsuyoshi Hakkaku؛ زادهٔ ۲۰ آوریل ۱۹۸۵) بازیکن فوتبال اهل ژاپن است.